# Задача Лебега

Рівносторонній трикутник діаметром 1 не вміщується в коло діаметром 1

Задача Лебега полягає в пошуку плоскої фігури найменшої площі, якою можна накрити будь-яку плоску фігуру діаметра 1.

## Зауваження
Будь-яку фігуру діаметра 1 можна накрити фігурою сталої ширини 1 (кожна фігура діаметра 1 — своєю фігурою сталої ширини, тобто фігура сталої ширини залежить від діаметра фігури 1). Для фігур сталої ширини діаметр збігається із шириною. Тому задача Лебега зводиться до знаходження плоскої фігури найменшої площі, яка здатна накрити фігуру сталої ширини 1.
Відомо, що фігура Лебега існує, але, можливо, не єдина. Якщо {\displaystyle L} її площа, то відомо, що
{\displaystyle 0{,}826\approx {\tfrac {\pi }{8}}+{\tfrac {\sqrt {3}}{4}}<L<{\tfrac {2}{121}}\cdot {\sqrt {28634\cdot {\sqrt {3}}-15139}}+\arccos {\tfrac {{\sqrt {3}}-1}{2}}-{\tfrac {\pi }{3}}-{\tfrac {109}{121}}-{\tfrac {82}{121\cdot {\sqrt {3}}}}\approx 0{,}845.}
Нижню оцінку доведено в.

Фігура, обведена чорним кольором, є розв’язком Дюла Пал задачі Лебега. Вона вміщує плоскі фігури діаметром один: коло (синє), трикутник Рело (червоний) і квадрат (зелений).

Для знаходження оцінки зверху достатньо уявити плоску фігуру, здатну накрити будь-яку плоску фігуру діаметра 1. До таких фігур належать (у порядку зменшення площі):
- Квадрат зі стороною 1, його площа дорівнює 1;
- Правильний шестикутник ширини 1, його площа дорівнює {\displaystyle {\tfrac {\sqrt {3}}{2}}\approx 0{,}866};
- Найменшою відомою станом на 2024 рік  фігурою з цією властивістю є правильний шестикутник ширини 1, у якого зрізано 3 кути: з двох кутів зрізано рівнобедрені трикутники, основи яких дотикаються до кола, вписаного в шестикутник; третій кут зрізано за двома колами радіуса 1, що дотикаються до сторін на відстані, що дорівнює стороні такого рівнобедреного трикутника.